# Гесслегольм

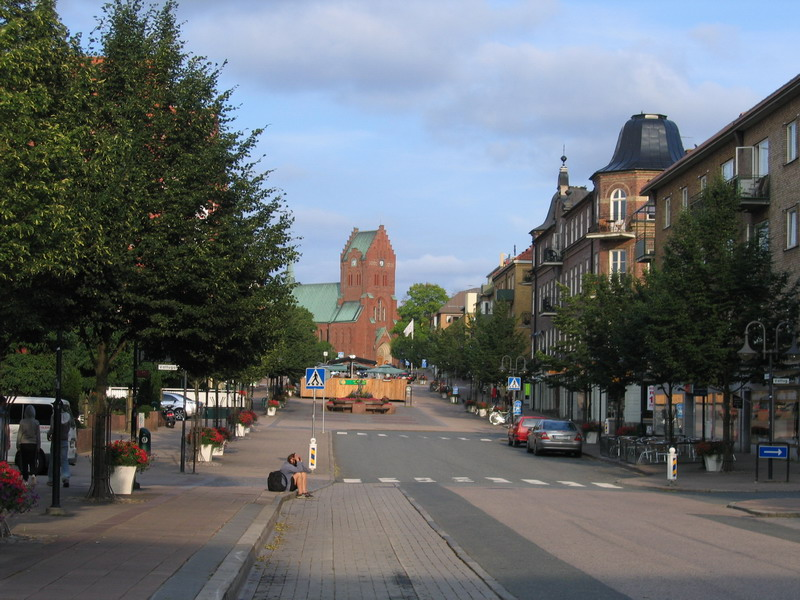
Центр Гесслегольму

Гесслегольм (швед. Hässleholm) — місто в Швеції в лені Сконе. Адміністративний центр Гесслегольмської комуни.
Населення — 18 500 жителів (2010).

## Історія

### Залізнична станція
Залізнична станція Гесслегольм при Södra stambanan була заснована у 1860 році. Вона отримала свою назву від одноіменної садиби неподалік. Станція будувалась як залізничний вузол і як такий розвивалась швидко. На сьогоднішній день, Гесслегольм досі має важливий статус залізничного вузла для маршрутів по Сконе й не тільки.
Статус міста Гесслегольм отримав у 1914 році і на той час вважався найменшим містом Швеції.

### Воєнне містечко
На початку 20 століття, Гесслегольм було перетворено на воєнну базу і був важливий у ролі гарнізону, але після Холодної війни воєнні сили були розпущені або перемещені на інші місця.

## Культура
У 2000 році був відкритий Гесслегольмський культурний центр (швед. Hässleholms kulturhus).
У Гесслегольмі народився співак Робін Шернберг, що представляв Швецію на Євробаченні 2013.